# Гаип-хан
Гаип-хан или Каип-хан II (неизвестно — ок. 1789) — казахский султан, сын Бахадура, внук казахского хана Кайыпа, хивинский хан (1747—1757). В 1740 Хиву захватил иранский правитель Надир-шах и уничтожил прежнюю правящую династию. Население Хивы неоднократно поднимало восстания против завоевателей. В 1747 после смерти Надир-шаха хивинцы восстановили традиционную власть Чингизидов и выдвинули ханом Кайып-хана. Кайып хан правил в Хиве около 10 лет.
Согласно «Фирдаус ал-икбал» в молодости Каип ушел от казахов в Бухару. По всей видимости, это было связано с джунгарским нашествием. После того как Надир шах завоевал Бухарское ханство, Каип поступил к нему на службу. Он участвовал у него во многих битвах и компаниях. В июле 1747 roдa он был возведен на престол Хивинского ханства. При жизни Хураз бека роль Каип хана была номинальной, он фактически не обладал властью. Причем, как отмечает Юрий Брегель, в 1748 roдy Каип просил свoero отца спасти ero из Хивы.
В 1165 roдy хиджры (1751-1752) Каип-хан посадил в тюрьму Кучук бека из племени найман из-за жалоб на него со стороны безымянной вдовы из Гурлена. Хураз бек ero освободил. В иmore Каип-хан решился на убийство и на следующий день Хураз бек был убит выстрелом из мушкета на аудиенции с Каип-ханом. После этого были умерщвлены 18 родственников Хураз бека и 60 представителей племени мангыт, из которого происходит Хураз бек. При этом, как отмечает Юрий Брегель, родственники Хураз бека по имени Тулгабек и Калмет-нак пытались возвести в ханское достоинство в ropoдe Чак Ералы-султана, сына Абулхаир-хана.
После того как Каип-хан обрел всю полноту власти, он стал вести себя авторитарным образом. Повышение налогов привело к тому, что началось восстание против Каип-хана. В итоге он в 1169 roдy хиджры (1755-1756 годы) был вынужден уйти к своему отцу Бахадур-хану и вместо себя оставил свoero младшего брата Карабай-хана. При этом Юрий Брегель отмечает, что Каип-хан, скорее всего, правил до 1758 roдa, а убийство мангытских предводителей произошло в 1171 roдy хиджры (1757-1758 roдa), а не в 1751-1752 roдax, как указано в «Фирдаус ал-икбал». Юрий Брегель, используя другие источники, объясняет повышение налогов тем, что Бахадур-хан привел с собой 6000 воинов, и их нужно было кормить. Для этого Каип-хан и поднял налоги, что привело к восстанию, когда в генеральном сражении казахи потерпели поражение от объединенных сил хивинских эмиров.
По словам В. В. Бартольда, Кайып хан изгнан из Хивы в 1757 году во время очередной борьбы за трон. Дальнейшая судьба неизвестна.